# ジブラルタル賛歌
『ジブラルタル賛歌』（Gibraltar Anthem）とはイギリスの海外領土の一つジブラルタルの国歌である。
イギリスやイギリスの王室属領、他の海外領土同様ジブラルタルの公式上の国歌は『国王陛下万歳』である。ジブラルタル賛歌は1994年に行われたコンペティションで採用された。作詞作曲は非ジブラルタル人のペーター・エンバレー。

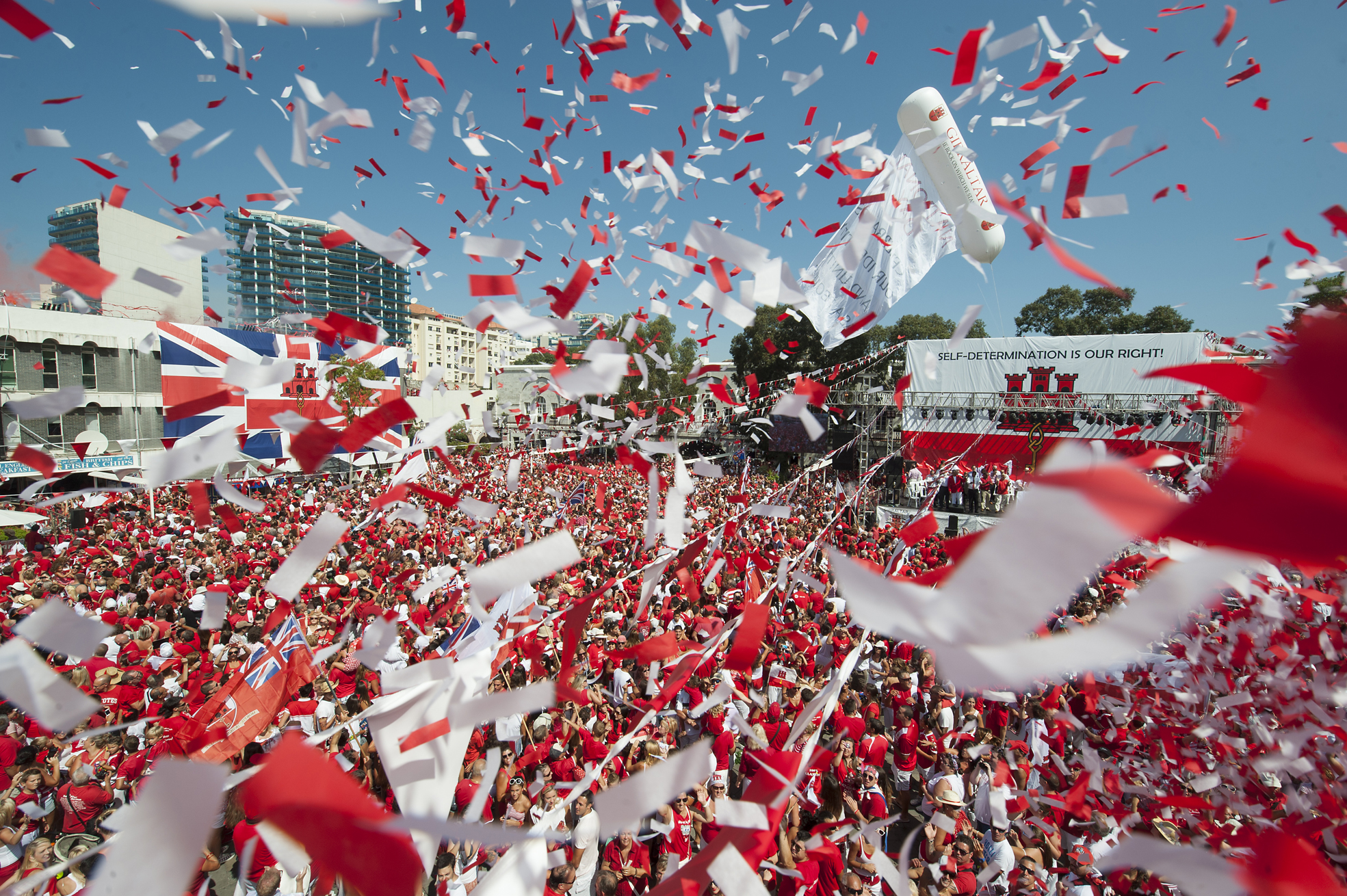
ジブラルタル・ナショナルデーの様子。ティッカーペーパーという紙が大量に放たれている。

賛歌はジブラルタル・ナショナルデーで赤と白のティッカーペーパーを年に一度放つ際に毎9月10日に歌われる。因みに以前はバルーンが使用されていたのだが、環境への影響が懸念され中止となった。